# Inundeni, Soroca
Inundeni este un sat din cadrul comunei Vasilcău din raionul Soroca, Republica Moldova.
Satul a fost înființat în 1932 în urma strămutării din cauza inundațiilor pe Nistru a unor locuitori din satele Vasilcău și Trifăuți, ale căror case au fost distruse de râul ieșit din albie. În pădurea de pe malul Nistrului a fost deschisă Mănăstirea „Icoana Maicii Domnului «Tuturor Scârbiților»”.

## Demografie

### Structura etnică
Structura etnică a satului conform recensământului populației din 2004:
| Grup etnic         | Populație | % Procentaj |
| ------------------ | --------- | ----------- |
| Moldoveni / Români | 307       | 95,94%      |
| Ucraineni          | 4         | 1,25%       |
| Țigani             | 4         | 1,25%       |
| Ruși               | 4         | 1,25%       |
| Alții              | 1         | 0,31%       |
| Total              | 320       | 100%        |